# Lac d’Orient

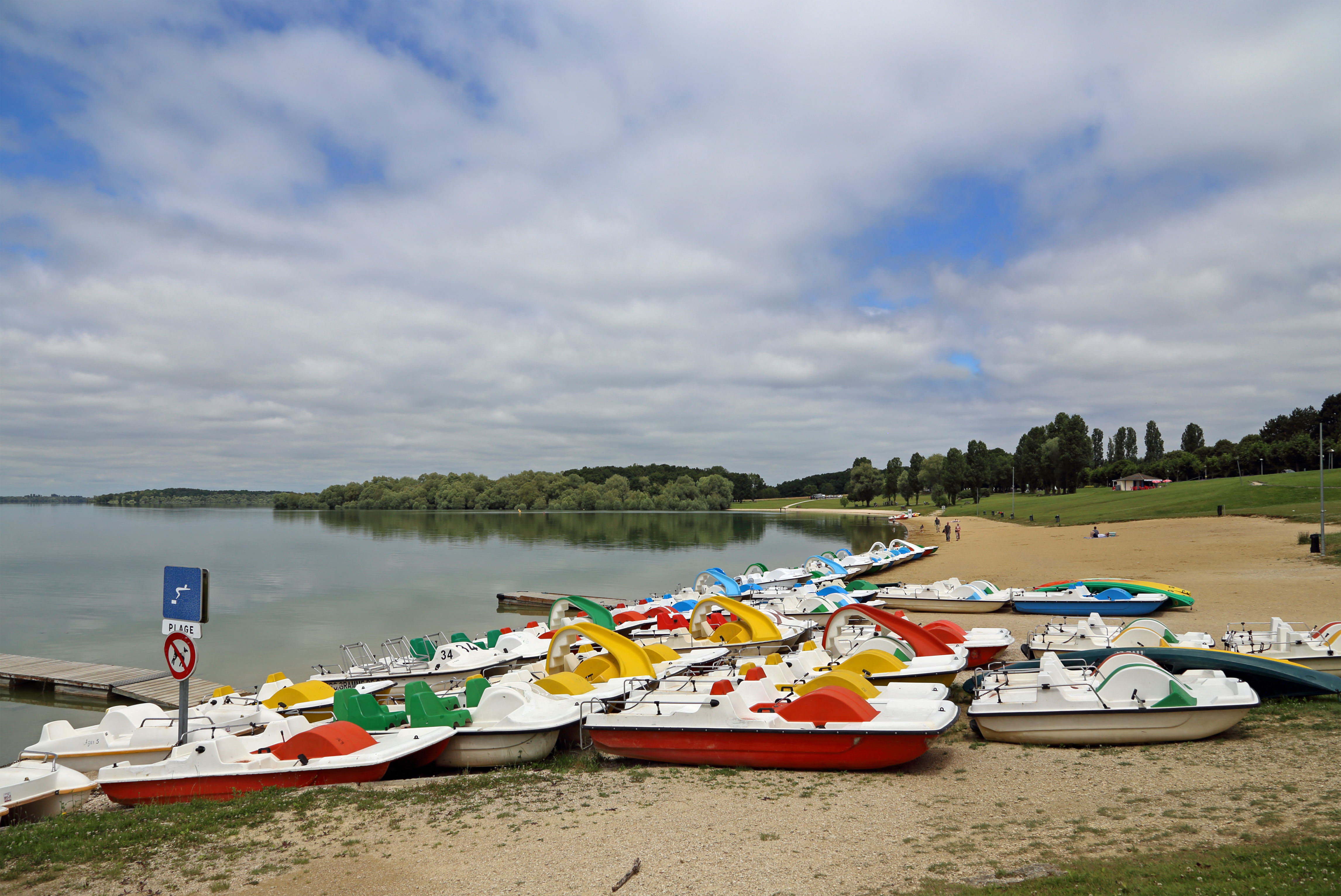
Rowery wodne przy plaży

Lac d’Orient (także lac-réservoir Seine) – sztuczne jezioro we Francji, w regionie Grand Est, w departamencie Aube, położone na terenie parku regionalnego Forêt d’Orient. Powierzchnia jeziora wynosi 23 km².
Jezioro utworzone zostało w 1966 w celu regulacji poziomu wód Sekwany, z którą połączone jest dwoma kanałami. Zimą i wiosną Lac d'Orient przyjmuje nadmiar wód, ograniczając zagrożenie powodziowe w dolnym biegu rzeki. Latem i jesienią, gdy poziom wód w rzece jest niski, część wód trafia z powrotem do Sekwany.
Nad jeziorem rozwinęła się turystyka. Jest to ośrodek uprawiania sportów wodnych, w szczególności żeglarstwa oraz wędkarstwa. Są także wyznaczone piaszczyste plaże do kąpieli. Wokół jeziora biegnie wyasfaltowana ścieżka rowerowa, której jednym z odgałęzień można dojechać do Troyes.
Około 300 m od piaszczystej plaży znajduje się kamping.
Nad jeziorem położone są miejscowości Lusigny-sur-Barse, Mesnil-Saint-Père oraz Géraudot. Około 15 km na zachód od Lac d'Orient znajduje się miasto Troyes. W sąsiedztwie jeziora, około 2 km na północny wschód znajduje się inny sztuczny zbiornik wodny – Lac du Temple.